# Monte Terminillo
Monte Terminillo to masyw w Środkowych Apeninach, w prowincji Lacjum, we Włoszech. Leży ok. 20 km od Rieti i ok. 100 km od Rzymu. W najwyższym punkcie osiąga 2217 m. Masyw ten jest aktywnym ośrodkiem narciarskim.